# Kościół Chrystusa Króla w Świeciu
Kościół Chrystusa Króla w Świeciu – rzymskokatolicki kościół parafialny należący do parafii pod tym samym wezwaniem (dekanat świecki diecezji pelplińskiej). Świątynia znajduje się w Przechowie, dawnej wsi, obecnie dzielnicy Świecia.
Obecna świątynia została poświęcona w 1977 roku przez biskupa pomocniczego chełmińskiego Zygfryda Kowalskiego. Poprzedni kościół wybudowany w latach 1937-1939 został wysadzony przez armię sowiecką.